# 跑馬
《跑馬》，由鈕承澤導演的一部台灣劇情長片。目前已停拍。

## 演員
- 任賢齊
- 張榕容
- 鈕承澤
- 陳立農[6]
- 阮經天[6]

## 拍攝
任賢齊為該片劇情需要，刻意增加體重至100公斤，導致血糖和血脂都偏高。
2018年12月6日，因導演鈕承澤爆出性侵醜聞，導致電影停拍，劇組全部解散。
任賢齊出席2024年2月2日《臨時劫案》記者會上提到《跑馬》續拍進度，與北京的電影公司開會討論過。

## 外部連結
- 豆瓣电影上《跑馬》的資料 （简体中文）